# Конотоп (вагонне депо)
Вагонне депо́ «Конотоп» (ВЧД-10) — одне з 7 вагонних депо Південно-Західної залізниці. Розташоване поблизу однойменної станції.

## Основний профіль депо та можливі послуги
- технічне обслуговування, поточний ремонт з відчепленням, деповський ремонт вагонів власності УЗ;
- технічне обслуговування, поточний ремонт з відчепленням, деповський ремонт приватних вагонів.